# Cừu đầu đen Litva
Cừu đầu đen Litva (tiếng Litva: "Lietuvos vietinės šiurkščiavilnės") là giống cừu đa năng được phát triển ở Litva vào giữa thế kỷ XX.
Cừu đầu đen Litva được tạo ra thông qua lai tạo giữa cừu địa phương với cừu Shropshire của Anh và những con cừu đực đầu đen của Đức, nhằm kết hợp những đặc điểm tốt nhất của cả hai loài này. Những con cừu đầu đen Litva trưởng thành sớm và cung cấp lông nửa mịn. Cừu đầu đen Litva có lông ngắn và trắng, trong khi đầu, tai và chân của chúng được bao phủ bằng lông đen. Cừu đầu đen Litva không có sừng.
Để tạo ra đàn cừu thuần chủng, các trang trại nhân giống cừu đầu đen Litva do nhà nước điều hành được thành lập tại Pasvalys năm 1952, và ở Telšiai năm 1956. Năm 1963, Trại Thí nghiệm Šeduva được đưa ra để bảo tồn giống. Kể từ khi thành lập, trang trại này đã thực hiện nghiên cứu khoa học, bao gồm đánh giá sức khỏe và khả năng sinh sản của cừu, khả năng vắt sữa, thành phần hóa học của sữa cừu, và chất lượng lông và thịt.
Cuốn sách thống kê đàn cừu đầu đen Litva đầu tiên được phát hành năm 1963, và cuốn cuối cùng vào năm 1993. Tính đến năm 2007, con cừu đen đầu đen thuần chủng đã được nuôi trong bốn đàn gia súc với tổng số 470 con. Tài liệu di truyền của cừu đầu đen Litva đang được lưu trữ như một nguồn tài nguyên, và sáng kiến do Liên hợp quốc tài trợ năm 2005 đã mua cừu đầu đen Litva để hỗ trợ cho nghệ thuật dệt truyền thống của Litva.